# Oscillazioni acustiche dei barioni
In cosmologia, le oscillazioni acustiche dei barioni (nella letteratura scientifica abbreviate in BAO, acronimo dell'inglese Baryon Acoustic Oscillations) sono le fluttuazioni nella densità della materia barionica visibile (cioè la normale materia) dell'universo, causate da onde di densità acustica nel plasma primordiale dell'universo appena formato.
In modo simile a come le supernovae funzionano da candela standard per le osservazioni astronomiche, le BAO possono fornire un righello standard per la scala delle distanze cosmiche.
La lunghezza di questo righello è data dalla massima distanza che le onde acustiche riuscirono a percorrere nel plasma primordiale prima che esso si raffreddasse al punto che il tasso di ricombinazione degli elettroni e dei protoni nel formare idrogeno neutro era più alto del tasso di reionizzazione  (epoca della ricombinazione), il che bloccò l'espansione delle onde di densità del plasma. Questo evento di ricombinazione è avvenuto quando la temperatura era scesa a circa 3000 K, cioè quando l'età dell'universo era di circa 379000 anni
La lunghezza di questo righello standard (≈490 milioni di anni luce nell'universo attuale) può essere misurata in base alla struttura su larga scala della materia utilizzando le indagini astronomiche.
Le misurazioni delle oscillazioni acustiche dei barioni permettono ai cosmologi una migliore comprensione anche dell'energia oscura, che sembra provocare l'accelerazione dell'espansione dell'Universo, ponendo delle restrizioni ai parametri cosmologici del Modello Lambda-CDM.

## Rilevamenti in altre indagini galattiche
Le collaborazioni 2dFGRS e SDSS hanno entrambe riportato di aver rilevato segnali di BAO nel 2005.
Il Premio Shaw in Astronomia, attribuito a entrambe le collaborazioni nel 2014, dimostra che il merito della scoperta è ricosciuto a entrambe le indagini cosmiche. Dopo di allora sono stati riportati in letteratura i rilevamenti da parte di 6dF Galaxy Survey (6dFGS) nel 2011, WiggleZ nel 2011, e BOSS nel 2012.
Nel 2023 le collaborazioni SDSS, BOSS, eBOSS sono state premiate con il Premio Cocconi dalla divisione EPS-HEPP della Società Europea di Fisica (EPS) per "i loro eccezionali contributi alla cosmologia osservativa, tra cui lo sviluppo della misura dell'oscillazione acustica dei barioni in uno strumento cosmologico di primaria importanza, che è stato utilizzato per esplorare la storia del tasso di espansione dell'Universo fino a 1/5 della sua età, fornendo informazioni cruciali sull'energia oscura, la costante di Hubble e le masse dei neutrini."